# I Won't See You Tonight

I Won't See You Tonight es una canción del grupo de heavy metal estadounidense Avenged Sevenfold, fue grabado para su álbum Waking the Fallen  publicado el 26 de agosto de 2003. Es una canción doble que trata sobre el suicidio.

## Comienzos
La banda se formó en el año 1999 en Huntington Beach, California, sus miembros originales eran M. Shadows, Zacky Vengeance, The Rev y Matt Wendt. Desde el principio, cada miembro del grupo tomó un seudónimo que ya era conocido en su escuela. Matt Wendt fue reemplazado por Justin Sane, quien originalmente era el bajista de Suburban Legends . En 2001, el bajista Justin Sane intentó suicididarse al beber cantidades excesivas de jarabe contra la tos. Sin embargo, sobrevivió. Su intento de suicidio tuvo un impacto para la gira de Take Action Tour. Justin fue trasladado al hospital por un tiempo debido a sus malas condiciones, por culpa de esto tuvo que abandonar el Grupo y fue reemplazado por Dameon Ash. En una entrevista, M. Shadows, habló sobre esto y dijo: "Estaba sufriendo un trastorno de bipolaridad y fue trasladado a un hospital psiquiátrico durante mucho tiempo" y también dijo: "Cuando tienes a alguien en tu grupo intentando hacer este tipo de actos, arruina todo lo que sucede a tu alrededor y te hace buscar una solución para evitar que le ocurra a otras personas ". Cuando Justin regresó, el grupo mostraba su preocupación por el nuevo comportamiento de Justin, ya que no mostraba ninguna mejora. Este suceso inspiró a la banda a escribir la canción para el álbum.

## Música
La canción estuvo influenciada por las canciones de Pantera "Suicide Note Pt .. 1" y "Suicide Note Pt .. 2."y está compuesta de dos partes: la primera envuelta de un tema triste o incluso suicida, esta primera parte es la única canción del álbum que no contiene el canto "gutural", aparte del característico sonido de la guitarra, el bajo y la batería, esta primera mitad de la canción cuenta con un piano interpretado por Synyster Gates y violonchelos y violines dirigidos por Scott Gilman. La guitarra de Zacky Vengeance se encarga de tocar el arpegio en tres cuerdas y la guitarra de Synyster Gates es muy independiente del ritmo registrado en algunos compases de dos tiempos. La canción incluye muchos cambios de compases con rupturas en el piano y, después del tercer solo de guitarra, las guitarras guardan silencio y dan paso a un efecto Larsen acompañado por el piano. Unos segundos más tarde, las guitarras tocan el bajo vacío. Las guitarras se reproducen en arpegio y, según las palabras, esta cubierta soldada significa que el narrador ha puesto fin a sus días. Durante el coro, podemos escuchar sonidos crepitante que cubren completamente la música y terminan la primera parte.
La segunda parte comienza con estos crujidos interrumpidos por una canción muy violenta y un ritmo más rápido que comienza con el uso del Digitech Whammy interpretado por Synyster Gates y Vengeance mientras rasguan las cuerdas, M. Shadows le sigue con el grito gutural. La canción contiene desgloses y también cambios de ritmo en medio de la canción, un solo de guitarra menos fluido que los de las otras canciones. La canción termina como comenzó, es decir, con el uso del Whammy.

## Letra
La primera parte trata sobre el suicidio  de quien lo comete. La frase I cared for and(loved)most of all I loved hace alusión a aquellas personas que le rodeaban que amó y cuidó. It all built up inside me, a place so dark so cold, i had to set me free quiere dar a entender hasta que punto se encuentra perdido y aislado del mundo el protagonista de la canción. Don't mourn for me, le terme mourn es una expresión inglesa que se utiliza cuando lloramos por los difuntos. Poco después de la pausa del piano, entra el sonido de las guitarra anunciando que el narrador ha muerto, como indica en la frase no more breath inside (plus de souffle en moi). Con la frase As bottles call my name I won't see you tonight podemos interpretar el método que empleo para acabar con su vida. Las botellas se refieren al alcohol, pastillas o ambos.
La segunda parte es el punto de vista del amigo del suicida. Breaking apart the ones you love significa que la persona se encuentra sola sin su entorno, mostrando lo egoísta del suicidio. No dream could prepare a heart for a lifeless friend. He's gone. Nothing will take back time. I need him back, but nothing will take back time. esta frase el narrador muestra la sensación incómoda de no poder ver de nuevo a su amigo. There by my side as it starts to fade el narrador expresa que él estaba allí cuando el amigo puso fin a su vida.

## Producción
Avenged Sevenfold
- M. Shadows – cantante
- West Douldin – guitarra rítmica, coros, cantante
- Synyster Gates – guitarra solista, coros, piano
- Johnny Christ – bajo
- The Rev – batería, coros
- Mudrock – productor
- Fred Archambault – coproductor

Producción
- Producción y mezcla de Andrew Murdock
- coproducción por Fred Archambault
- Técnico de sonido – Fred Archambault y Ai Fujisaki
- Masterización por Tom Baker
- Orquestación por Scott Gilman